# 辛酸亚铊
辛酸亚铊是一价铊的辛酸盐，化学式为C8H15O2Tl。

## 制备
将乙醇亚铊滴入搅拌中的正辛酸的石油醚溶液（石油醚沸点为60~80℃），可得辛酸亚铊。